# Alexander Madlung
Alexander Madlung (Braunschweig, 11 juli 1982) is een Duits voormalig voetballer die doorgaans speelde als centrale verdediger. Tussen 2000 en 2017 speelde hij voor Hertha BSC, VfL Wolfsburg, Eintracht Frankfurt en Fortuna Düsseldorf. Madlung maakte in 2006 zijn debuut in het Duits voetbalelftal, waarvoor hij uiteindelijk tot twee duels kwam.

## Clubcarrière
Madlung speelde in de jeugd van BSV Ölper 2000, Eintracht Braunschweig, VfL Wolfsburg en Hertha BSC. Bij die laatste club speelde hij vanaf 2000 voor het belofteteam en vanaf twee jaar later speelde de verdediger ook voor het eerste elftal van Hertha. In 2006 verkaste Madlung naar VfL Wolfsburg, waar hij lang een vaste keuze was in de verdediging. Met deze club werd hij in het seizoen 2008/09 landskampioen van Duitsland. Na zeven jaar verliet hij de club. Na een half jaar zonder werkgever te hebben gezeten, ondertekende Madlung op 2 januari 2014 een verbintenis voor anderhalf jaar bij Eintracht Frankfurt. Anderhalf jaar speelde hij bij deze club, waarna hij opnieuw zonder club kwam te zitten. Na een aantal maanden bood Fortuna Düsseldorf hem een contract aan tot medio 2017. Na afloop van deze verbintenis verliet hij Fortuna en hierna zette hij een punt achter zijn carrière.

## Interlandcarrière
Madlung debuteerde op 7 oktober 2007 in het Duits voetbalelftal. Op die dag werd er met 2–0 gewonnen van Georgië door doelpunten van Bastian Schweinsteiger en Michael Ballack. Madlung was door bondscoach Joachim Löw op de bank gezet en mocht zes minuten voor het einde van het duel invallen voor Manuel Friedrich. De andere debutanten dit duel waren Clemens Fritz (Werder Bremen), Piotr Trochowski (Hamburger SV) en Jan Schlaudraff (Alemannia Aachen).
| Interlands van Alexander Madlung voor Duitsland | Interlands van Alexander Madlung voor Duitsland | Interlands van Alexander Madlung voor Duitsland | Interlands van Alexander Madlung voor Duitsland | Interlands van Alexander Madlung voor Duitsland | Interlands van Alexander Madlung voor Duitsland | Interlands van Alexander Madlung voor Duitsland |
| №                                               | Datum                                           | Wedstrijd                                       | Uitslag                                         | Competitie                                      | Goals                                           |                                                 |
| Als speler bij VfL Wolfsburg                    | Als speler bij VfL Wolfsburg                    | Als speler bij VfL Wolfsburg                    | Als speler bij VfL Wolfsburg                    | Als speler bij VfL Wolfsburg                    | Als speler bij VfL Wolfsburg                    | Als speler bij VfL Wolfsburg                    |
| ----------------------------------------------- | ----------------------------------------------- | ----------------------------------------------- | ----------------------------------------------- | ----------------------------------------------- | ----------------------------------------------- | ----------------------------------------------- |
| 1                                               | 7 oktober 2006                                  | Duitsland – Georgië                             | 2 – 0                                           | Vriendschappelijk                               |                                                 |                                                 |
| 2                                               | 28 maart 2007                                   | Duitsland – Denemarken                          | 0 – 1                                           | Vriendschappelijk                               |                                                 |                                                 |

## Erelijst
| Bundesliga | 1 | 2008/09 |